# نعمة كيلمان
نَعمة كيلمان - عزراشي (بالإنجليزية: Naamah Kelman-Ezrachi) (الاسم الأول كما هو مكتوب باللغة الإنجليزية؛ من مواليد 25 يناير 1955) هي حاخام أمريكية تم تعيينها كعميدة لكلية الاتحاد العبري-المعهد اليهودي للأديان في القدس بدءًا من تموز / يوليو 2009. في عام 1992، صنعت كيلمان التاريخ كأول امرأة في إسرائيل لتصبح حاخامًا عندما تلقت رسامتها الحاخامية من الحاخام ألفريد جوتتشالك.

## حياتها الشخصية
وُلدت كيلمان في مدينة نيويورك، وهي ابنة الحاخام وولف كيلمان زعيم في حركة حزب المحافظين اليهودية الذي خدم ما يقرب من أربعة عقود كنائب الرئيس التنفيذي للجمعية الحاخامية، حيث قاد الجهود لإضفاء الطابع المهني على الحاخامية وإعداد خطوات رسامة النساء في حركة المحافظين. تنحدر كيلمان من عائلة لها باعٌ طويل كحاخامات، كان جدها لأبيها حاخامًا وزعيمًا محليًا في تورنتو الذي انحدر من خط متعدد الأجيال من الحاخامات الحاسيديم من بولندا. كما حصل جدها، الحاخام فيليكس ليفي، على منصبه من جامعة HUC وساعد في تمرير برنامج كولومبوس عام 1937 الذي أزال الكثير من الجوانب المعادية للصهيونية في منهاج بيتسبرغ عام 1885. شقيقها ليفي ويمان كيلمان، هو أيضًا حاخام يقود جماعة في القدس. كطالبة في جامعة بنسلفانيا، تخرّجت كيلمان بدرجة البكالوريوس في الآداب. بعد انتقالها إلى إسرائيل في عام 1976، حصلت على درجة ماجستير الآداب في العمل الاجتماعي من معهد اليهود المعاصرين في الجامعة العبرية في القدس. اعتبارًا من عام 2009، تابعت كيلمان حصولها على درجة الدكتوراه في الفلسفة من جامعة بار إيلان في رمات غان، مع التركيز على «بناء المعنى للشباب الإسرائيليين: دراسة عن حفلات الزفاف الأرثوذكسية». كان زوجها، الدكتور إيلان إزرشي، طيار سابق في سلاح الجو الإسرائيلي، وتخصص في العلاقات الإسرائيلية مع الجاليات اليهودية في الشتات. أنجبت كيلمان ابنتان، ليورا ودافنا، وابن، ميكي ولها 4 أحفاد.

## حياتها المهنية
في 23 يوليو 1992، أشرف رئيس الجامعة الحاخام ألفريد غوتتشالك على عملية «التاريخ والرمزية» التاريخية التي قامت بها كيلمان في حرم المدرسة في القدس كأول حاخام إسرائيلية. عينتها الكلية العبرية التكون أول أنثى تشغل منصب العميد في جامعة الملك عبد الله في القدس اعتبارُا من 1 يوليو 2009، عندما خلفت الدكتورة مايكل مرمر. وكتبت مقال بعنوان «انعكاس شخصي: الحاخام الأنثى الأولى، من خط طويل من الحاخامات»، الذي يظهر في كتاب «الدعوة المقدسة: أربعة عقود من النساء في الحاخامية» والذي صدر في عام 2016.